# Schladminger Bauern- und Knappenaufstand
Erster Salzburger Bauernkrieg und Schladminger Bauern- und Knappenaufstand 1525

Festung Hohensalzburg – Furth – Schladming
Zweiter Salzburger Bauernkrieg 1526

Piesendorf – Radstadt – Radstädter Tauernpass – Kuchl – St. Martin – Mandling (Mandlingpass) – Dörfl und Tiefenbach – Zell am See
Der Schladminger Bauern- und Knappenaufstand von 1525 brach aus sozialen und religiösen Gründen aus und war eng mit dem gleichzeitigen Salzburger Bauernkrieg im Fürsterzbistum Salzburg verschränkt. Beide Erhebungen zählen zu den zahlreichen gewaltsamen Unruhen dieses Jahres, für die sich die Bezeichnung Deutscher Bauernkrieg eingebürgert hat.
Zentrum war Schladming in der Steiermark. Dort lebten damals unter anderem rund 1500 Bergknappen, von denen schon viele Lutheraner waren. Diese hatten bereits einen eigenen Prediger, der allerdings 1524 verhaftet wurde. Die Bergknappen schlossen sich nun den aufständischen Bauern an. Nach einem anfänglich großen Erfolg wurde der Aufstand jedoch gegen Ende des Jahres 1525 ohne größere Kampfhandlungen wieder niedergeschlagen. Schladming wurde devastiert, das aberkannte Stadtrecht erst 400 Jahre später, nach der Auflösung der Donaumonarchie, mit Beschluss der Bundesregierung vom 7. Juli erneut verliehen. Mit der Kundmachung des Beschlusses am 20. Juli war Schladming wieder berechtigt, den Titel Stadt zu führen.